# ترور بولدر
ترور بولدر (انگلیسی: Trevor Bolder؛ ۹ ژوئن ۱۹۵۰ – ۲۱ مه ۲۰۱۳) موسیقی‌دان، ترانه‌نویس و تهیه‌کننده موسیقی انگلستانی بود. وی بین سال‌های ۱۹۶۳ تا ۲۰۱۳ میلادی فعالیت می‌کرد. بولدر در طول حرفهٔ خود با موسیقی‌دانانی مانند دیوید بویی همکاری داشت.